# 怪獣
怪獣（かいじゅう、英: Kaiju, monstrous beast）とは、正体不明の生物、怪物のことを指す言葉である。ネッシーのような未確認動物 (UMA) を指す場合もある。類似ジャンルに「怪人」がある。

## 歴史
「怪獣」の語は中国で編纂された『山海経』で初めて現れる。同書は中国古代の戦国時代から秦代・漢代（紀元前4世紀 - 3世紀頃）にかけて段階的にまとめられた。同書には、伝説的な妖怪・神の類いが数多くまとめられており、「怪獣」も妖怪の類いを指す単語であった。また、前漢代の文章家・司馬相如の詩にも「怪獣」の語がある（『史記』司馬相如列伝）。
日本の場合は、阿部正信（※文化年間に駿府加番を務めている）が1843年（天保14年）に編纂した駿河国風土記『駿國雑志』の巻第24下に所収の「怪異」の章の中に「狒々」の項目が有り「此怪獣は常に木皮と篠を好て喰へり」という説明文に怪獣という単語が使われている。また巻第25に「怪獣」という項目があり、有度郡小鹿村（現在の静岡市駿河区小鹿）の山中で村人に捕えられた「翼を持った猿のような動物」についての記載がある。
1954年（昭和29年）には『ゴジラ』が公開された。『ゴジラ』のヒットは日本においては怪獣映画というジャンル自体に成長し、その中でさまざまな怪獣が創造された。今日の日本ではこれら怪獣映画などのフィクション作品に登場する巨大な生物を指す場合が多い。特に日本製の怪獣と日本国外のモンスターとを区別する傾向もみられる。
一方で、怪獣映画に通じる古代の巨大生物が近代都市に出現するという構図は、たとえば1886年のカミーユ・フラマリオンによる『人類誕生以前の世界』の挿絵の時点で存在していた。

## 年表

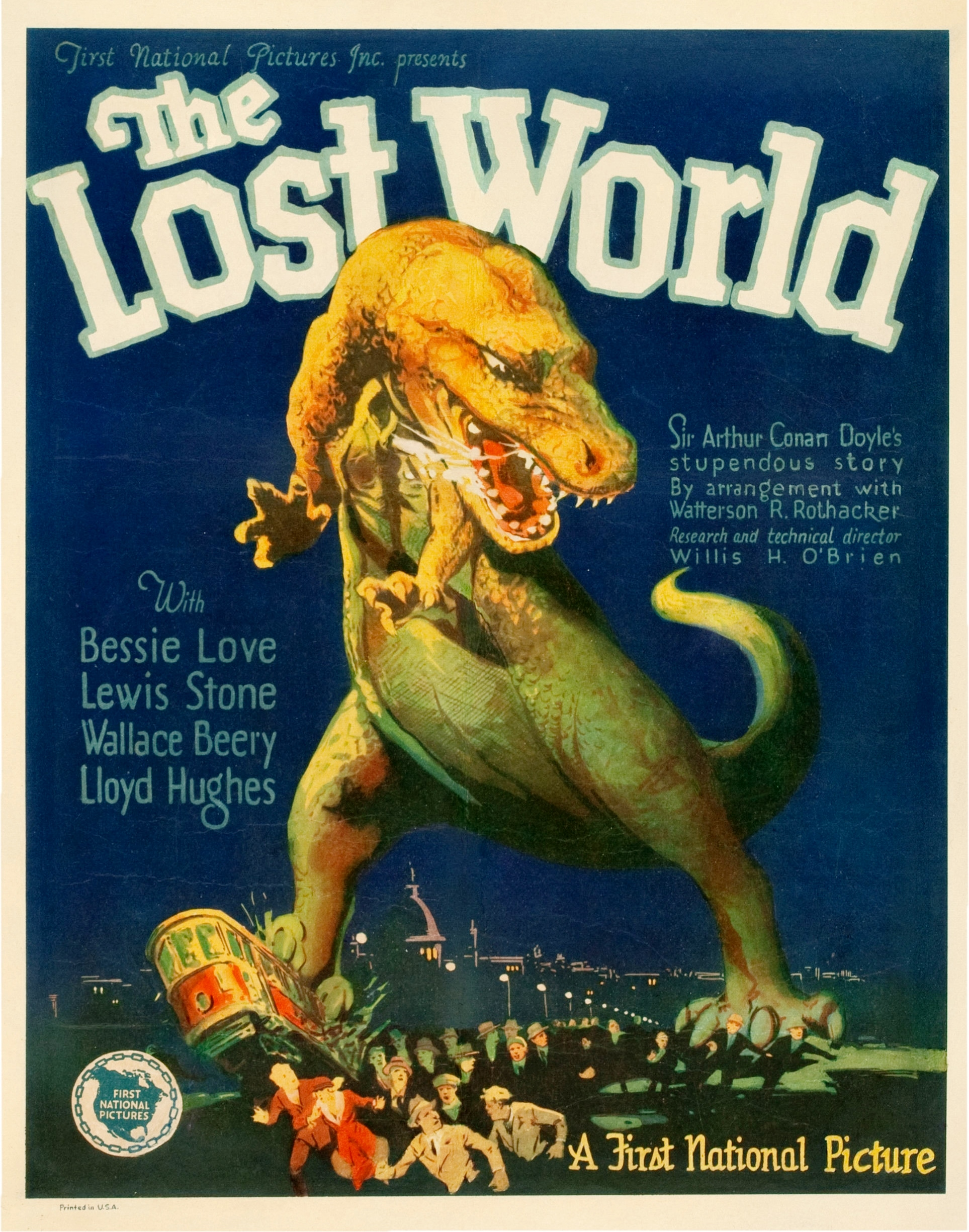
『キング・コング』にも影響を与えた『ロスト・ワールド』（1925年）では、すでに古代の恐竜型生物が都市で暴れるという構図が用いられている。

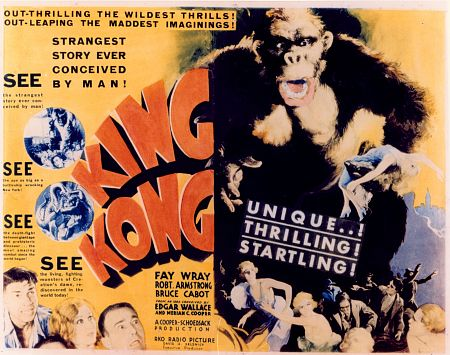
キング・コング（1933年）

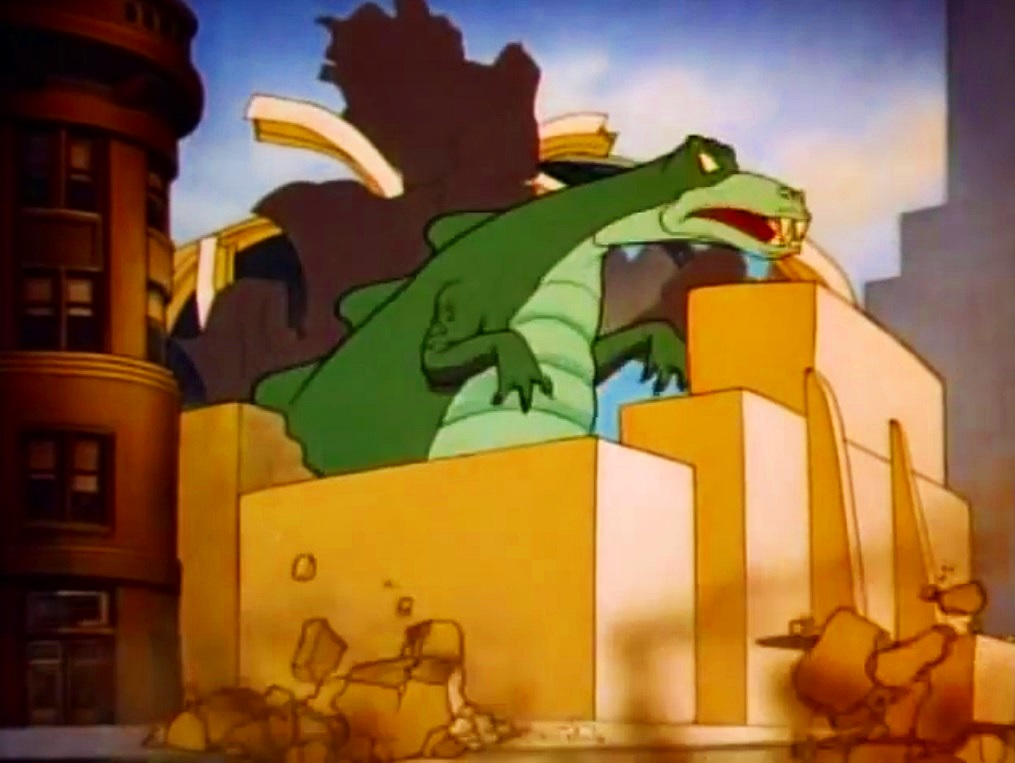
氷河の古代怪獣（1942年） - 古代の怪獣が近代都市を襲うという構図を描いた初期の作品の一つであり、ゴジラとの類似性も指摘されている。

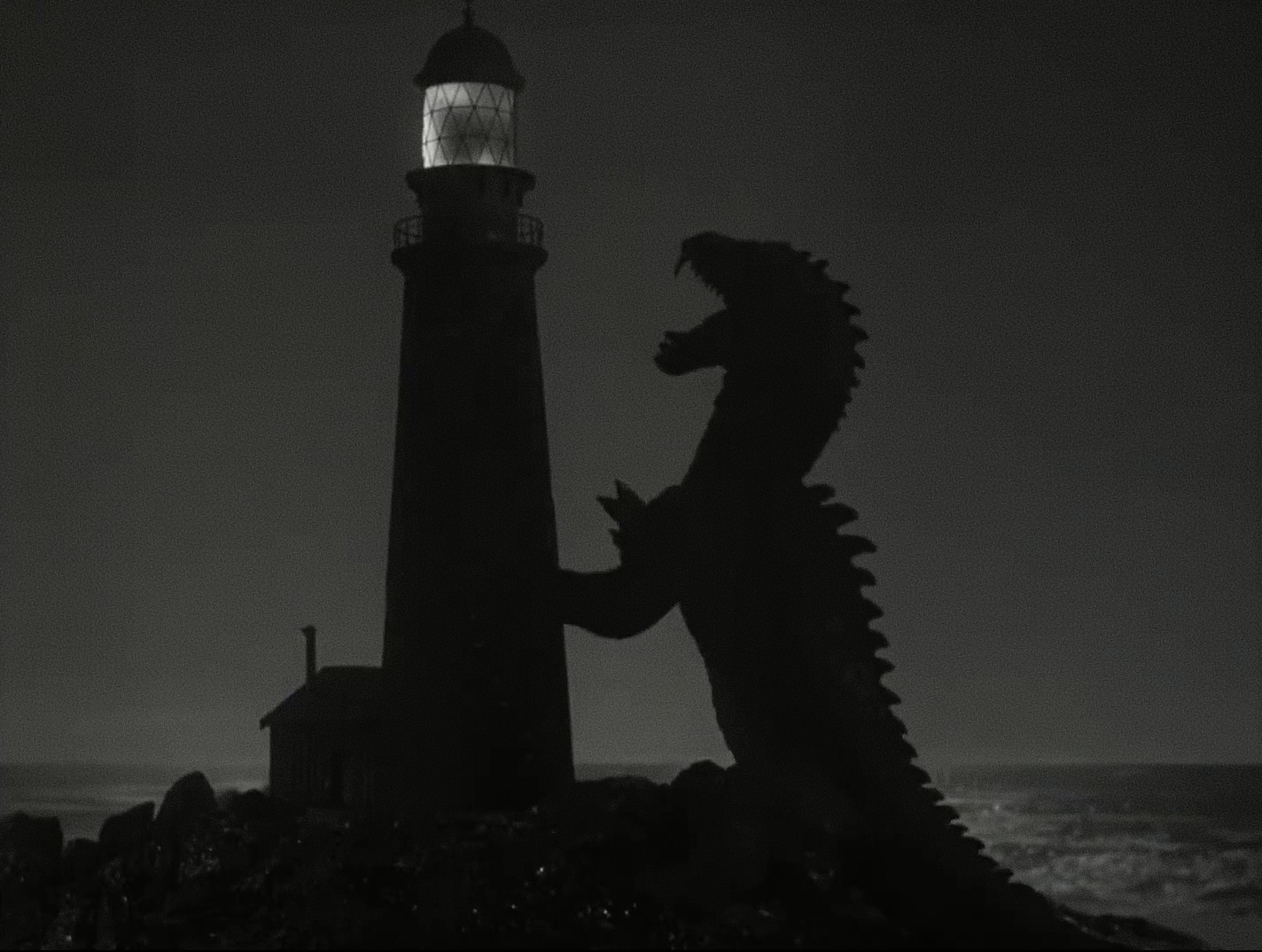
原子怪獣現わる（1953年）

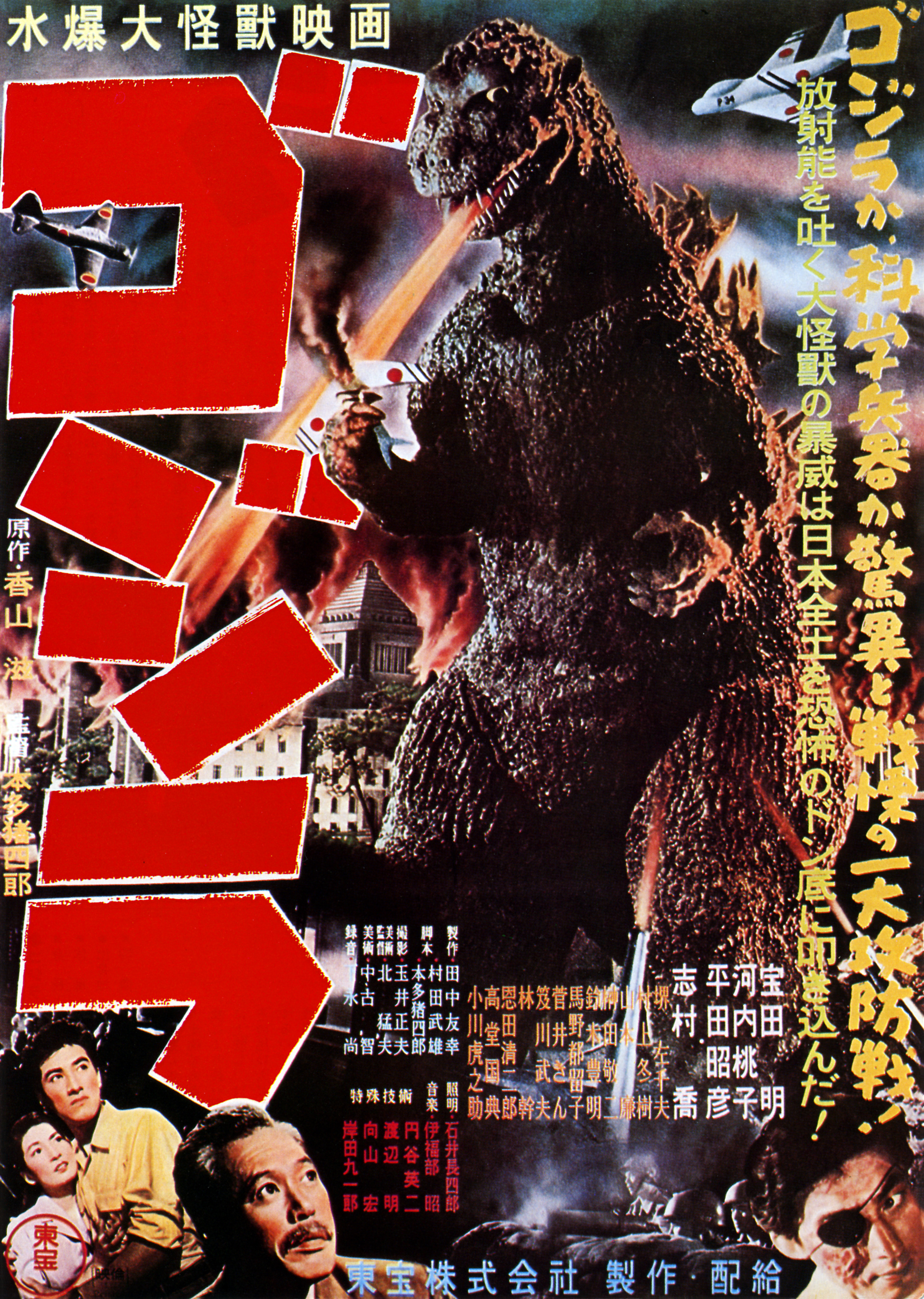
ゴジラ（1954年）

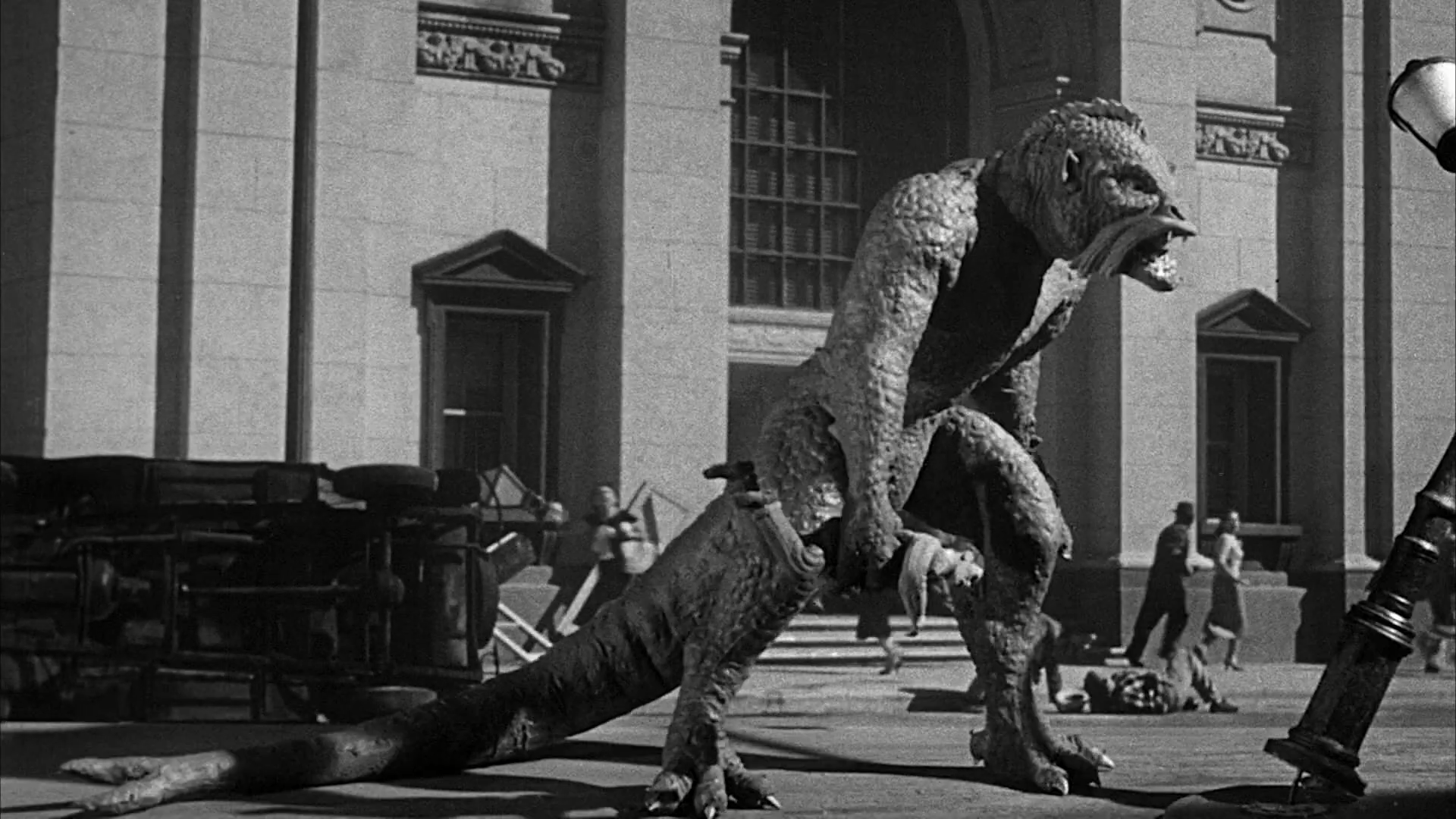
地球へ2千万マイル（1957年）

大怪獣ガメラ（1965年）

- 中国古代 - 熟語「怪獣」の初出 / 『山海経』に記載あり[7]。長期に亘る同書の編纂時期のうち、いつ頃に記載されたものかは不明で、早ければ戦国時代、遅ければ3世紀頃（漢代）と考えられる。当時の「怪獣」は妖怪の類いを指した。
- 前漢代 - 司馬相如の詩に「怪獣」の語がある（『史記』司馬相如列伝[8]）。
- 1794年（寛政6年） - 日本における熟語「怪獣」の初出[9] / 太田玩鴎の『玩鴎先生詠物雑体百首』中の「高野山行送沙門良深帰木師」冒頭[10]。
- 1843年（天保14年） - 阿部正信が「怪獣」について言及。
- 1933年（昭和8年）3月2日 - アメリカ製特撮怪物映画『キング・コング』の封切り[11]。日本では同年9月14日に公開[12]。
- 1953年（昭和28年）6月13日 - アメリカ製の怪獣映画『原子怪獣現わる』がアメリカで公開される[13]。
  - 日本では『原子怪獣現わる』という邦題で1954年12月22日に公開[13]。主役の恐竜型モンスター「リドサウルス」は作中でも「怪獣」と訳された。
- 1954年（昭和29年）11月3日 - 日本初の怪獣映画の封切り / 日本製怪獣映画『ゴジラ』が封切られる[14]。日本におけるキャラクターとしての「怪獣」を確立した[15]。
- 1955年（昭和30年）4月24日 - 日本初の対戦型の怪獣映画の封切り / 日本製怪獣映画『ゴジラの逆襲』の封切り[16]。明確に「怪獣」と定義し得る者同士（ゴジラとアンギラス）の対戦がある作品としては世界初。[独自研究?]
- 1956年（昭和31年）12月26日 - 日本初のカラー怪獣映画『空の大怪獣ラドン』の封切り[17] / ラドンが日本初の飛翔性怪獣として登場。メガヌロンが日本初の節足動物系怪獣として登場。[独自研究?]
- 1957年
  - 6月 - アメリカ製SF映画『地球へ2千万マイル』の封切り / 登場する怪獣は、怪物「イーマ」。イーマは世界初・米国初の宇宙怪獣とも言える。[独自研究?]
  - 12月28日 - 日本製特撮SF映画『地球防衛軍』の封切り[18] / モゲラが日本初のロボット怪獣として登場。[独自研究?]
- 1959年3月3日 - イギリス製怪獣映画『海獣ビヒモス』の封切り。
- 1961年（昭和36年）7月30日 - 日本製怪獣映画『モスラ』の封切り[19]。
- 1962年（昭和37年）8月11日 - 日本製怪獣映画『キングコング対ゴジラ』の封切り / 日米を代表する怪獣キャラクターの初共演作品。
- 1963年（昭和38年）秋 - 日本製怪獣映画『大群獣ネズラ』の撮影が始まるものの、その後、製作は頓挫する[20]。
- 1964年（昭和39年）
  - 8月11日 - 日本製怪獣映画『宇宙大怪獣ドゴラ』の封切り[21] / ドゴラが、日本初の宇宙怪獣、日本初の不定形怪獣として登場。[独自研究?]
  - 12月20日 - 日本製怪獣映画『三大怪獣 地球最大の決戦』の封切り[22] / 宇宙怪獣と地球怪獣（キングギドラとゴジラ・ラドン・モスラ）の対戦がある作品としては世界初。[独自研究?]
- 1965年（昭和40年）
  - 月日未確認 - 東京にて日本初の怪獣アトラクション興行あり / 百貨店松屋屋上にてゴジラのスーツアクター本人によるゴジラの実演ショーが開催される。
  - 11月27日 - 日本製怪獣映画『大怪獣ガメラ』の封切り / 日本においてゴジラと人気を二分することになる、興行上のライバルとも言うべき怪獣「ガメラ」が登場する。
- 1966年（昭和41年）
  - 1月以降（月日不特定） - 日本にて第一次怪獣ブームの到来[23] / 後述する『ウルトラQ』『マグマ大使』『ウルトラマン』などといった様々な怪獣が登場する特撮テレビ番組の相次ぐ放映開始により、怪獣という存在が日本の子供達にとって身近なものになる[注釈 1]。
  - 1月2日 - 日本にて特撮テレビ番組「ウルトラシリーズ（空想特撮シリーズ）」1作目『ウルトラQ』の放映開始[24] / 登場する怪獣は「ゴメス」など。
  - 3月26日 - 4月3日 - 東京にて日本初の本格的な怪獣アトラクション興行あり / 百貨店松屋屋上にて円谷特技プロダクション主催の展示イベント「春休み子供大会 大怪獣ウルトラQの大行進」が開催される。
  - 4月10日 - 『ウルトラQ』第15話に、コミカル怪獣の草分け的存在である[独自研究?]「カネゴン」が登場[注釈 2]。
  - 4月17日 - 東京にて日本初の大掛かりな活動的怪獣アトラクション興行あり / 遊園地多摩テックにて円谷特技プロダクション主催の活動的イベント「ウルトラQ大会」が開催される。
  - 7月4日 - 日本で特撮テレビ番組『マグマ大使』の放映開始 / 登場する怪獣は「アロン」[注釈 3]など。
  - 7月17日 - 日本でウルトラシリーズ2作目『ウルトラマン』の放映開始[25][注釈 4]。 / 登場する怪獣は「ベムラー」など。『ウルトラマン』『マグマ大使』という、巨大な正義の味方（ウルトラマンは正義の宇宙人で変身ヒーロー、マグマ大使は正義のロケット人間）が巨大怪獣と格闘するという対戦型怪獣エンターテインメントが誕生し、これ以降、ジャンル化する。
  - 11月9日 - 日本で特撮テレビ番組『快獣ブースカ』の放映開始[27] / コミカルな怪獣を主人公とした番組の登場。
  - 12月21日 - 日本製怪獣映画『怪竜大決戦』の封切り / 怪獣が登場する初の時代劇作品[独自研究?][注釈 5]。
- 1967年（昭和42年）
  - 4月5日 - 日本で特撮テレビ時代劇番組『仮面の忍者 赤影』の放映開始 / 登場する怪獣は「大蝦蟇」[注釈 6]など。
  - 10月7日 - 日本でテレビアニメ『おらぁグズラだど』の放映開始 / コミカル系の怪獣を主人公としたアニメの登場。ただし、作品は漫画雑誌（『週刊少年サンデー』）の1966年3月13日号から始まった連載漫画を原作としており、世に出た時期（詳細情報リリースの時期）はカネゴンと大して変わらない。
- 1968年（昭和43年）
  - 時期不特定 - 日本にて第一次怪獣ブームが終焉 / 『ゲゲゲの鬼太郎』が牽引する「妖怪ブーム」や、『巨人の星』が牽引する「スポ根ブーム」に取って代わられる。
  - 8月13日 - 韓国製怪獣映画『大怪獣ヨンガリ』の封切り / 登場する怪獣は「ヤンガリー」。
- 1970年（昭和45年）9月28日 - 日本で特撮テレビ番組『ウルトラファイト』の放映開始 / 怪獣の着ぐるみを使ったバラエティ色の強い番組として登場。[独自研究?]
- 1971年（昭和46年）
  - 時期不特定（兆しは前年中にあり） - 日本にて第二次怪獣ブームの到来 / 後述する『宇宙猿人ゴリ（スペクトルマン）』『帰ってきたウルトラマン』などといった特撮テレビ番組の放映開始により、怪獣ブームが再燃する。前年に始まった『ウルトラファイト』は先駆け的であり、怪獣ソフビ人形を製造販売する玩具メーカー「ブルマァク」は逸早くキャンペーン展開を始めていた。
  - 1月2日 - 日本で特撮テレビ番組『宇宙猿人ゴリ』（のちの『スペクトルマン』）の放映開始。
  - 4月2日 - 日本で特撮テレビ番組『帰ってきたウルトラマン』の放映開始。
- 1978年9月9日 - アメリカ製テレビアニメ『Godzilla』の放映開始[28] / ゴジラ初のアニメ作品。
- 1979年5月25日 - アメリカ製SF映画『エイリアン』の封切り / 登場する怪獣は、怪物「エイリアン」。
- 1985年 - 北朝鮮製怪獣映画『プルガサリ 伝説の大怪獣』の完成[29] / 登場する怪獣は「プルガサリ」。
- 1998年5月20日 - アメリカ製怪獣映画『GODZILLA』の封切り[30] / 日本を代表する怪獣であるゴジラを使って米国が映画を製作。
- 2004年（平成16年）11月29日 - ゴジラが映画スターとしてハリウッドから高い評価を得て殿堂入りを果たし、ハリウッド・ウォーク・オブ・フェームの星形プレートにその名を刻む[31] / これは（2019年現在のところ）、人間以外のスターとしてはミッキーマウスや名犬ラッシーなど世界に11名いる中の1名、米英以外で生まれたキャラクターとしては唯一（したがって、日本生まれのキャラクターとしても唯一）、怪物キャラクター（怪獣キャラクターを含む）としても唯一。
- 2013年7月12日 - アメリカ映画『パシフィック・リム』公開[4][32]。日本のロボットアニメや怪獣映画の影響を受けており、劇中の巨大生物は「KAIJU」と呼称している[4][32]。

## 代表的な怪獣
- 東宝系
  - ゴジラ
  - モスラ
  - ラドン
  - キングギドラ
- 大映系
  - ガメラ
  - ギャオス
- ウルトラ怪獣
  - ゴモラ - 「アニメ！ アニメ！」投票によるウルトラ怪獣人気1位[33]。
  - ゼットン - 「発表！ 全ウルトラマン大投票」によるウルトラ怪獣人気1位[34]。
- その他
  - キングコング

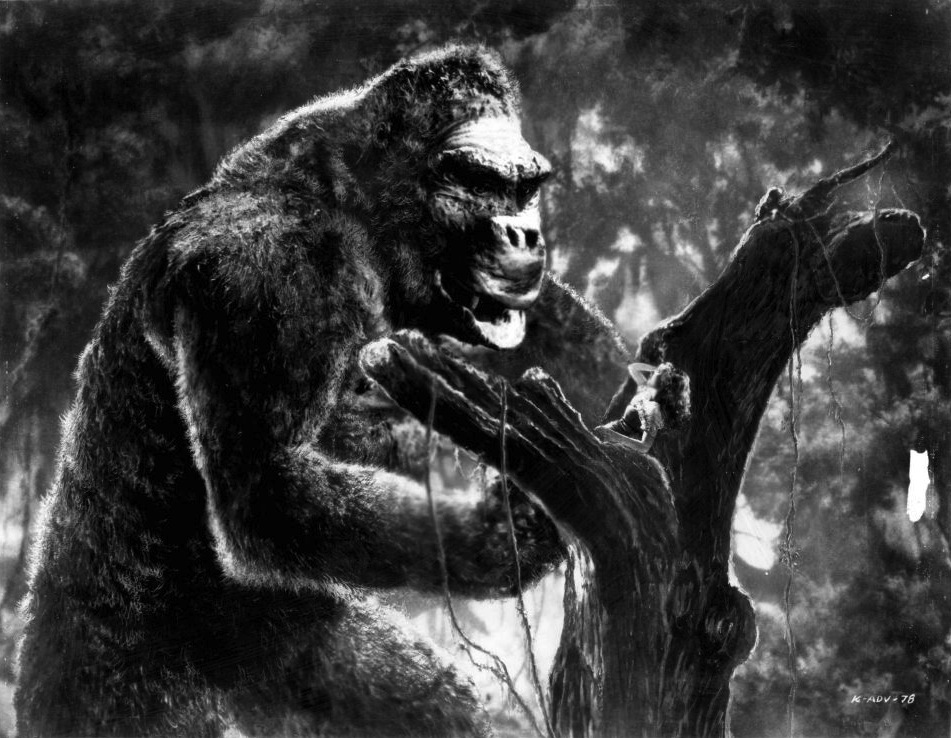
キングコング
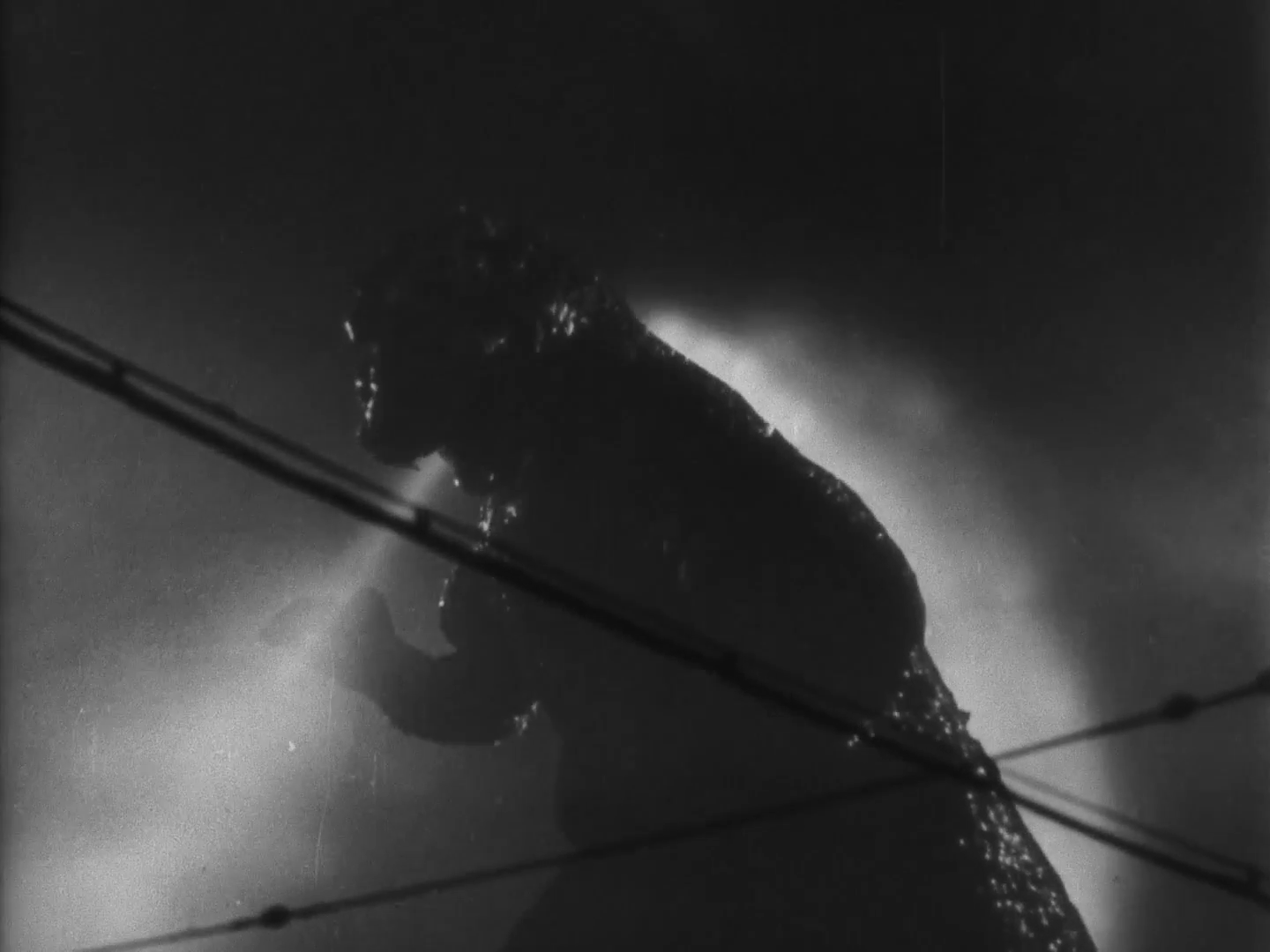
ゴジラ
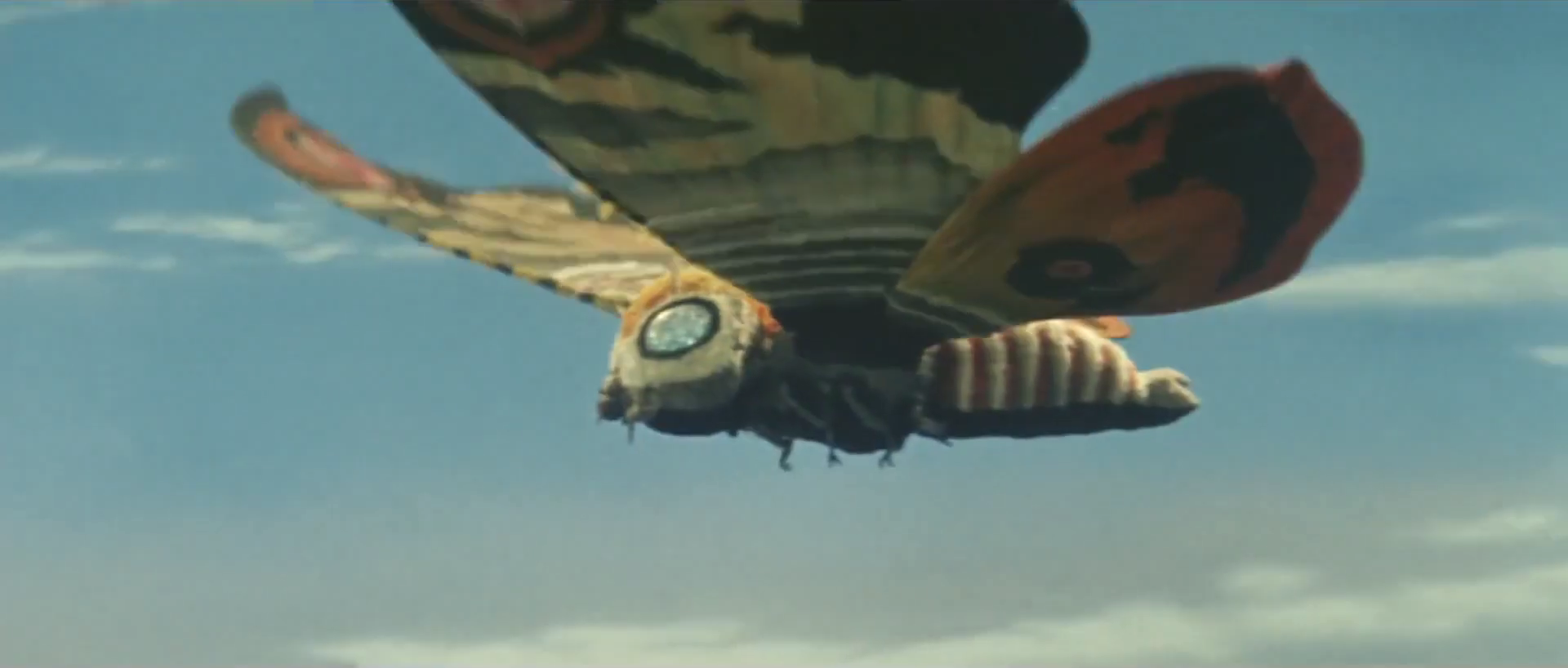
モスラ